# Records d'Espagne de cyclisme sur piste
Les records d'Espagne  de cyclisme sur piste sont les meilleures performances réalisées par des pistards espagnols.

## Hommes
| Épreuve                                         | Record    | Cycliste                                                 | Date             | Compétition                                    | Lieu                    | Ref   |
| ----------------------------------------------- | --------- | -------------------------------------------------------- | ---------------- | ---------------------------------------------- | ----------------------- | ----- |
| Sprint sur 200 mètres, départ lancé             | 9.633     | Juan Peralta                                             | 19 janvier 2013  | Coupe du monde de cyclisme sur piste 2012-2013 | Aguascalientes, Mexique | [ 1 ] |
| Kilomètre contre-la-montre, départ arrêté       | 1:00.069  | Hodei Mazquiarán                                         | 7 décembre 2013  | Coupe du monde de cyclisme sur piste 2013-2014 | Aguascalientes, Mexique | [ 2 ] |
| Sprint sur 750 mètres par équipes départ arrêté | 43.801    | José Manuel Moreno Juan Peralta Hodei Mazquiarán         | 5 décembre 2013  | Coupe du monde de cyclisme sur piste 2013-2014 | Aguascalientes, Mexique | [ 3 ] |
| Poursuite individuelle sur 4 000 mètres         | 4:16.862  | Sergi Escobar                                            | 20 août 2004     | Jeux olympiques d'été de 2004                  | Athènes, Grèce          |       |
| Poursuite par équipes sur 4 000 mètres          | 3:59.520  | Pablo Bernal Sebastián Mora David Muntaner Albert Torres | 3 août 2012      | Jeux olympiques d'été de 2012                  | Londres, Royaume-Uni    | [ 4 ] |
| Record de l'heure                               | 53.040 km | Miguel Indurain                                          | 2 septembre 1994 |                                                | Bordeaux, France        |       |

## Femmes
| Épreuve                                         | Record    | Cycliste                                       | Date            | Compétition                                    | Lieu                    | Ref   |
| ----------------------------------------------- | --------- | ---------------------------------------------- | --------------- | ---------------------------------------------- | ----------------------- | ----- |
| Sprint sur 200 mètres, départ lancé             | 10.806    | Tania Calvo                                    | 7 décembre 2013 | Coupe du monde de cyclisme sur piste 2013-2014 | Aguascalientes, Mexique | [ 5 ] |
| Contre-la-montre sur 500 mètres, départ arrêté  | 33.625    | Tania Calvo                                    | 6 décembre 2013 | Coupe du monde de cyclisme sur piste 2013-2014 | Aguascalientes, Mexique | [ 6 ] |
| Sprint sur 500 mètres par équipes départ arrêté | 33.136    | Tania Calvo Helena Casas                       | 17 février 2017 | Coupe du monde de cyclisme sur piste 2016-2017 | Cali, Colombie          | [ 7 ] |
| Poursuite individuelle sur 3 000 mètres         | 3:33.489  | Leire Olaberria                                | 19 janvier 2013 | Coupe du monde                                 | Aguascalientes, Mexique | [ 8 ] |
| Poursuite par équipes sur 3 000 mètres          | 3:32.159  | Débora Gálvez Leire Olaberria Gloria Rodríguez | 18 février 2011 | Coupe du monde de cyclisme sur piste 2010-2011 | Manchester, Royaume-Uni |       |
| Record de l'heure (meilleure performance UCI)   | 44.158 km | Teodora Ruano                                  | 12 octobre 1996 |                                                | Anoeta, Espagne         |       |